# خوان كارلوس غارسيا
خوان كارلوس غارسيا (بالإسبانية: Juan Carlos García)‏ (مواليد 8 مارس 1988 - 8 يناير 2018) هو لاعب كرة قدم. لعب سابقاً مع منتخب هندوراس لكرة القدم، ولعب أيضاً في كأس العالم لكرة القدم مع منتخب بلاده.

## روابط خارجية
- خوان كارلوس غارسيا على موقع الاتحاد الدولي (مؤرشف)  (الإنجليزية)
- خوان كارلوس غارسيا على موقع قاعدة بيانات كرة القدم.إي يو (الإنجليزية)
- خوان كارلوس غارسيا على موقع ناشيونال فوتبول تيمز (الإنجليزية)
- خوان كارلوس غارسيا على موقع Soccerway.com (الإنجليزية)
- خوان كارلوس غارسيا على موقع عالم كرة القدم.نت (الإنجليزية)
- خوان كارلوس غارسيا على موقع AS.com (الإسبانية)